# Adinopsis cuspidata
Adinopsis cuspidata är en skalbaggsart som beskrevs av Jan Klimaszewski 1982. Adinopsis cuspidata ingår i släktet Adinopsis och familjen kortvingar. Inga underarter finns listade i Catalogue of Life.